# Avrora
Avrora (en ruso: 'Аврора') es un álbum del grupo Leningrad. Significa "Aurora". El álbum incluye un folleto de 20 páginas con las letras de las canciones.

## Listado de temas
1. "Вокруг света" - Vokrug Sveta (Alrededor del mundo) - 00:55
2. "Hello, Moscow!" - (Hola, Moscú!) - 02:23
3. "Музыка Для Мужика" - Muzika Dlya Muzhika - (Música para hombre) - 03:08
4. "Паганини" - Paganini - 02:08
5. "Бухло" - Bujlo - 02:48
6. "И так далее" - I tak dalee (Etc.) - 02:52
7. "Про ковбоев" - Pro kovboev (Acerca de vaqueros) - 03:01
8. "Бабцы" - Babtsi - 02:50
9. "П.П." - P.P. - 03:05
10. "Ремонт" - Remont (Reparación) - 02:33
11. "Про Шнура" - Pro Shnura (Sobre Shnura) - 02:44
12. "Ночи напролёт" - Nochi naprolyot (Noche larga) - 02:37
13. "Яблочко" - Yablochko (Oro) - 02:23
14. "Перемен" - Peremen (cambios) - 01:59
15. "Кислотный DJ" - Kislotniy DJ (DJ ácido) - 02:18
16. "Эй, ухнем!" - Ey, ujnem! - 02:46
17. "Паганини—ремикс" - Paganini-remiks (Paganini remix) - 02:55
18. "Бабцы—ремикс" - Babtsi-remiks (Babtsi remix) - 04:49
19. "Роботы-ебоботы (бонус трек)" - Roboti-eboboti (bonus trek) (Robot-eboboti (bonus track)) - 03:32
20. "Дача (бонус трек)" - Dacha (bonus trek) - (Cabaña (bonus track)) - 02:29
21. "Паганини (бонус видео)" - Paganini (bonus video)

## Músicos que participaron en la grabación
- Música, Letras: Sergei Shnurov
- Sergei Shnurov - voz, guitarra, música, texto
- Vsevolod "Sevych" Antonov - coros, percusión
- Alexander "Puzo" Popov - percusión
- Konstantin Limonov - guitarra
- Andrei "Andromedych" Antonenko - tuba
- Alexei Kanev - saxofón
- Aleksei "mixer" Kalinin - percusión
- Stas Baretsky - Imagen
- Andrew "Ded" Kuraev - bajo
- Grigori Zontov - saxofón
- Román Parygin - trompeta
- Ilya "Pianist" Rogachevsky - teclado
- Denis "Kashchei" Kuptsov - batería
- Vladislav "Valdik" Aleksandrov - trombón
- Natalia Pavlova - voz ( "Roboti-eboboti")
- Julia Kogan - voz ( "Remont", "P.P.")
- YouPiteR (Dj Lvov, Phil y NewZhilla) - remixes ( "Paganini" - Remix, "Babtsi" - Remix)
- Denis Mozhin, Andrew Alyakrinskiy, Oleg Volkov - sonido
- Boris Istomin - masterización.

- Record Label: San Petersburgo, "Dobrolyot" / «Neva Records»